# Luperón (República Dominicana)
Luperón es un municipio de la República Dominicana, que está situado en la provincia de Puerto Plata.

## Etimología
En sus comienzos el poblado se denominaba Blanco. Unos dicen que fue debido al nombre de un prominente comerciante del área cuyo apellido se usó como referencia, pues la mayoría de los comerciantes que compraban los productos del poblado le llamaban el Pueblo de Blanco. Otros apelan a los santos y a la religión y afirman que el nombre se le adjudicó porque el patrono del pueblo era San Antonio de Blanco. Realmente no hay una seguridad por la cual se denominara así al pueblo.
Este poblado lleva el nombre del insigne patriota Gregorio Luperón, primer paladín de la Restauración nacional y aguerrido patriota descendiente de una familia afrohispanofrancesa establecida en la provincia de Puerto Plata. El Congreso Dominicano, mediante ley, designó con el nombre del héroe nacional a este municipio en 1927, en tiempos de Horacio Vásquez.

## Localización
El municipio está localizado al norte de País y se encuentra a orillas del océano Atlántico.

## Límites
Municipios limítrofes:
|                      | Norte: Océano Atlántico |                    |
| Oeste: Villa Isabela |                         | Este: Puerto Plata |
|                      | Sur: Imbert y Guananico |                    |

## Distritos municipales
Está formado por los distritos municipales de:
| Nombre                            | Código   |
| --------------------------------- | -------- |
| Luperón                           | 01180601 |
| La Isabela                        | 01180602 |
| Belloso                           | 01180603 |
| El Estrecho de Luperón Omar Bross | 01180604 |

## Demografía
El municipio de Luperón tiene una población de 17,649 habitantes los cuales representan el 5.64% del total de la población de la Provincia de Puerto Plata, la población del municipio está distribuida en 4,183 habitantes en la zona urbana para un 23.70% de la población y el restante 76.30% es rural lo que representa unos 13,466 habitantes.

## Hidrografía
Sus principales ríos son: Bajabonico, Caonao, y Lorán, los cuales desembocan en el océano Atlántico. En su hidrografía también cuenta con algunos arroyos e importantes lagunas como es el caso de la Laguna de Puerto Caballo.

## Clima
Tiene un clima tropical seco con temperaturas elevadas en las estaciones verano y otoño. 
| Climograma de Luperón | Climograma de Luperón | Climograma de Luperón | Climograma de Luperón | Climograma de Luperón | Climograma de Luperón | Climograma de Luperón | Climograma de Luperón | Climograma de Luperón | Climograma de Luperón | Climograma de Luperón | Climograma de Luperón |
| --- | --------------------- | --------------------- | --------------------- | --------------------- | --------------------- | --------------------- | --------------------- | --------------------- | --------------------- | --------------------- | --------------------- |
| E | F                     | M                     | A                     | M                     | J                     | J                     | A                     | S                     | O                     | N                     | D                     |
| 0 29 18 | 0 29 18               | 0 30 19               | 0 31 20               | 0 32 21               | 0 33 22               | 0 33 22               | 0 33 22               | 0 33 21               | 0 33 21               | 0 31 20               | 0 29 19               |
| temperaturas en °C • totales de precipitación en mm |                       |                       |                       |                       |                       |                       |                       |                       |                       |                       |                       |
| Conversión sistema imperial\| E \| F \| M \| A \| M \| J \| J \| A \| S \| O \| N \| D \| \| 0 84 65 \| 0 85 65 \| 0 86 66 \| 0 87 67 \| 0 90 69 \| 0 92 71 \| 0 92 71 \| 0 92 71 \| 0 92 70 \| 0 91 70 \| 0 87 68 \| 0 84 66 \| \| temperaturas en °F • totales de precipitación en pulgadas \| \| \| \| \| \| \| \| \| \| \| \| |                       |                       |                       |                       |                       |                       |                       |                       |                       |                       |                       |
| E | F                     | M                     | A                     | M                     | J                     | J                     | A                     | S                     | O                     | N                     | D                     |
| 0 84 65 | 0 85 65               | 0 86 66               | 0 87 67               | 0 90 69               | 0 92 71               | 0 92 71               | 0 92 71               | 0 92 70               | 0 91 70               | 0 87 68               | 0 84 66               |
| temperaturas en °F • totales de precipitación en pulgadas |                       |                       |                       |                       |                       |                       |                       |                       |                       |                       |                       |

## Historia
El municipio está situado en una imponente bahía que en su momento albergó al Almirante Cristóbal Colón de los embates de las tormentas típicas de esa zona, la cual llamó "Puerto de Gracias o Gracia", por ser el lugar donde buscó refugio para salvar su flota. La bahía está rodeada de frondosos y verdes manglares.
Tras su segundo viaje al continente americano, el almirante Cristóbal Colón eligió un emplazamiento situado al este del lugar que hoy ocupa Luperón para fundar una villa para más de 1000 habitantes, a la que llamó La Isabela. Fue fundada a finales de diciembre de 1493 e inaugurada el 6 de enero de 1494. Esa población sería pues la primera de origen europeo en todo el continente, pero fue abandonada dos años más tarde como consecuencia de las penurias que tuvieron que sufrir sus pobladores. En la actualidad en ese emplazamiento,  muy cercano a la comunidad El Castillo/La Isabela Histórica hay un Parque Arqueológico.
Según algunos historiadores del lugar la fundación del Municipio de Luperón se remonta al año 1863, sin señalar el día exacto, como aducen algunos escritores, pues exactamente nadie puede destacar una fecha exacta de su fundación, pues los pueblos comienzan a formarse lentamente y a veces tardan décadas antes de convertirse en pueblos o ciudades.
En tiempo de la guerra, muchos españoles huyeron desde el sur hasta Puerto Plata y buscaron refugio en los frondosos bosques maderables de caoba, cedro y pino de esa área de la provincia de Puerto Plata, donde comenzaron la tala de madera fina para la venta en Puerto Plata y otras regiones.
La bahía de Gracia fue la aliada para los comerciantes del naciente poblado. Su facilidad para albergar y fondear goletas y navíos de poco calado que cargaban las maderas y otros productos hasta la ciudad hizo florecer un gran comercio y a la vez muchos comerciantes y aventureros se establecieron a orillas de la entrada marítima. Cabe destacar que uno de los principales rubros de producción fue la cáscara del mangle rojo, importante producto muy codiciado y que se utilizaba como colorante en esa época, cuando no existían los artificiales. También la producción de maíz y auyamas, que se exportaba en goletas hacia PR por años, dada la facilidad que ofrecía la Bahia, aunque la precariedad del puerto limitaba el arribo de embarcaciones más grandes.
Este comercio atrajo a muchos nativos y extranjeros que lograron establecerse en el área, comprando o usurpando propiedades. Muchos de esos dueños de hatos, fincas y agricultores se afincaron en el vecino Puerto Plata.

## Economía
La economía del Municipio de Luperón gira en torno a tres actividades las cuales son: la producción agrícola y pecuaria en toda la geografía interior del municipio, el turismo principalmente en el área urbana del municipio y un sector comercial básicamente de proveedores de mercaderías y artículos de consumo y la pesca en el área costera próxima a la bahía. En adición a estos sectores se han desarrollado un pequeño negocios de servicios orientados fundamental mente al turismo que arriba a la bahía o que se escapa de los grandes complejos hoteleros que operan con el modelo  del “todo incluido”, cuando las condiciones meteorológicas le dificultan a los turistas ir a las playas de estos complejos los mismos ocupan de forma masiva el poblado de Luperón, demandando comidas y actividades recreativas diferentes a las ofertadas en los complejos hoteleros, esto causa que por temporadas el turismo tenga un gran peso específico sobre la economía del poblado. Aunque no así en el interior del municipio el cual depende fundamentalmente de la producción agrícola y de una importante y pujante producción pecuaria, fundamentalmente constituida la misma de ganado vacuno, dentro de la cual hay una importante producción de leche y queso.
El turismo que mayor impacto económico es el turismo de yates y veleros o yatismo que anualmente producen en la bahía alrededor de 500 arribos de embarcaciones tanto nacionales como internacionales. Esta modalidad turística deja como beneficios al Municipio, unos 100 mil pesos mensuales. Una importante cantidad de personas del municipio se dedican a brindarle servicios  de reparaciones mecánicas y eléctricas, combustible, agua, así como de limpiezas y pintura a las embarcaciones que llegan a la marina de Luperón. Hoy día el turismo se ha convertido en una de las fuentes principales de la economía del municipio, el cual cuenta  con 2 hoteles grandes y con más de 10 micros hoteles en la comunidad, más de 24 restaurantes y 28 establecimientos dedicados a servicios turísticos. Luperón, aun así, apenas representa el 3% de la oferta habitacional de la región.
No se conocen las estadísticas de los vacacionistas locales de fines de semana que vienen del Cibao Central a visitar las Playas de Luperón, pero si se dotan a los balnearios de las infraestructuras adecuadas, representará una cuota importante a la economía local, ya que visitan la zona unos seis autobuses al mes, lo que representa unos 420 visitantes.